# Sala de la Emperatriz (Alcázar de Madrid)

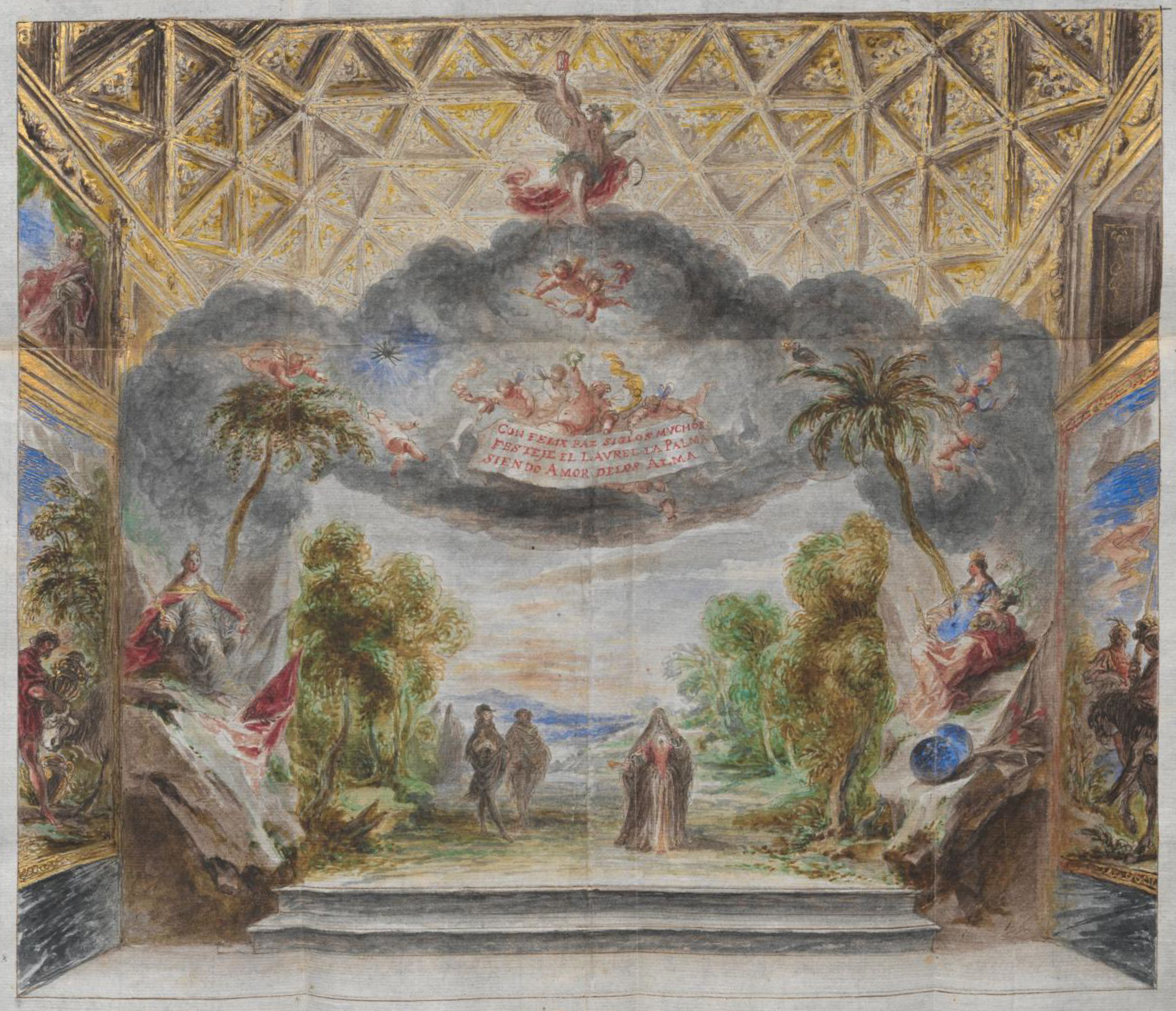
Vista de un testero de la sala en 1672 durante una representación teatral, por Francisco Herrera el Mozo.

La sala de la Emperatriz (posteriormente conocido como Salón de Comedias o Salón Dorado) fue una estancia del desaparecido Real Alcázar de Madrid, conocida por su riqueza artística y su significado en la vida de la corte española.

## Historia
La sala se formó tras las reformas emprendidas por Carlos I de España en el alcázar de Madrid en la primera mitad del siglo XVI. Desde su creación se convirtió en la sala más grande del alcázar, que anteriormente era la conocida como Sala Rica.  
Estas reformas también acercaron a la capilla del Alcázar con que lindaba la Sala de la Emperatriz en su parte noreste. Las exiguas dimensiones de la capilla llevaron a su apertura a la sala de la Emperatriz. La apertura se realizó a los pies de la nave por medio de arcos. En la separación entre ambos estancias se colocó una rejería decorada con escudos que permitía la visión de la capilla desde esta sala sala. 
En el primer tercio del siglo XVI, tras la construcción de la nueva fachada sur según trazas de Juan Gómez de Mora, la sala perdió sus tres balcones. Para permitir la entrada de luz en la sala se abrieron una serie de huecos altos sobre el tejado del lado sur del patio del Rey.
Hacia la década de 1710 la sala se encontraba dividida en cuatro cuartos, de oeste a este: cámara del rey, salón de los reyes, sala de la tribuna y dormitorio de los reyes. La estancia ardió en el incendio del Alcázar en 1734.  
La estancia se utilizaba para la representación de comedias ante los reyes, así como otras celebraciones como mascaradas. Además en esta sala comían los reyes en público con la novia, al casarse una dama de palacio en este edificio.

## Descripción
La sala se encontraba en la crujía sur del alcázar, en la mira oeste de esta. Se situaba inmediatamente al sur del patio del Rey. Lindaba con los pies de la capilla real del Alcázar, localizada en la crujía central del edificio entre los patios del Rey y de la Reina.

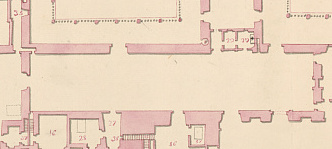
La sala (en el centro) en un plano realizado por Juan Gómez de Mora en 1626

La única imagen (aunque parcial) de la sala se debe a un dibujo de Francisco Herrera el Mozo de una representación de la comedia "Los celos hacen estrellas" de Juan Vélez de Guevara en 1672. El dibujo muestra el rico artesonado, de estructura geométrica compuesta de casetones triangulares.
La estancia tenía forma rectangular, correspondiendo el lado más largo en la dirección este-oeste. Entre su decoración se encontraba una serie de pinturas representando reyes de España, pintados entre otros por Velázquez.En 1666 la sala se encontraba decorada por lienzos pintados al temple representando distintas ciudades de España, Italia y Flandes rodeadas por volantes y las armas reales: Granada, Nápoles, Burgos, Zaragoza, Lérida y entrada de Barcelona, Barcelona, Málaga, Toledo, Gibraltar, Cádiz, el Puerto de Santa María, el palacio de Coudenberg en Bruselas, Sevilla, Córdoba, Jaen, Segovia, Jerez de los Caballeros, Guadalupe, una segunda vista de Toledo, Génova, Malinas, Roma y Utrecht.
En sus dimensiones originales, lindaba al este con la pieza de las Furias y en su lado sur se disponían, desde la construcción de la nueva fachada , estancias como la pieza Ochavada o el salón de Espejos.

### Individuales
1. ↑  José Manuel Barbeito (conferenciante) (13 de septiembre de 2022). «Madrid: la adaptación del alcázar al nuevo ceremonial cortesano». Youtube (Patrimonio Nacional).  Escena en 28:00 y ss.
2. ↑  Jauralde Pou, Pablo (1992). «El teatro en los palacios». Teatro: revista de estudios teatrales (1): 33-56. ISSN 1132-2233. Consultado el 11 de octubre de 2022.
3. ↑  Bermejo Gregorio, Jordi (16 de marzo de 2015). «La expresión caballeresca en las fiestas reales barrocas españolas». Dicenda. Cuadernos de Filología Hispánica 33 (0). ISSN 1988-2556. doi:10.5209/rev_dice.2015.v33.48347. Consultado el 22 de diciembre de 2022.
4. ↑  Martínez Albero, Miquel (2016). «La Imagen de la Monarquía: Moda, espectáculos y política. María Teresa y Margarita Teresa de Austria en busca de un Nuevo Olimpo». Anales de Historia del Arte 26: 103-139. ISSN 1988-2491. doi:10.5209/ANHA.54050. Consultado el 22 de diciembre de 2022.
5. ↑  Iñiguez Almech, Francisco (1952). «El Alcázar de Madrid». Casas reales y jardines de Felipe II. Cuadernos de trabajo de la Escuela Española de Historia y Arqueología en Roma. CSIC - Escuela Española de Historia y Arqueología (EEHAR). p. 77. Wikidata Q113650655.
6. ↑  Caturla, María Luisa (1947). «Los retratos de Reyes del Salón Dorado en el antiguo Alcázar de Madrid». Archivo español de arte 20 (77): 1-10. ISSN 0004-0428. Consultado el 11 de octubre de 2022.
7. ↑  «Oratorio de su magestad que está junto al dicho salón». Inventarios reales (v.2) Alcázar de Madrid (1636, 1666); Sitio Real de El Pardo (1674). p. 2506-2553.